# 7 Jours
Pour plus de détails, voir Fiche technique et Distribution.
7 Jours (ぼくらの七日間戦争, Bokura no nanoka-kan sensō) est un film japonais d'animation réalisé par Yūta Murano (ja), sorti en 2019. Le film est basé sur un roman jeunesse qui avait déjà été adapté sous la forme de deux films en prises de vues réelles en 1988 et 1991.

## Synopsis
Mamoru est amoureux de sa voisine Aya depuis qu'il est enfant. Il apprend qu'elle va déménager et lui propose de fuguer une semaine avant qu'elle ne fête ses 17 ans. Avec des amis, ils partent camper dans une usine désaffectée. Là, il découvre un jeune réfugié thaïlandais qui fuit la police et décide de lui venir en aide.

## Fiche technique
- Titre : 7 Jours
- Titre original : ぼくらの七日間戦争 (Bokura no nanoka-kan sensō?)
- Titre anglais : Seven Days War
- Réalisation : Yūta Murano (ja)
- Scénario : Ichirō Ōkouchi d'après le roman d'Osamu Sōda
- Musique : Jun Ichikawa (ja)
- Photographie : Toshiya Kimura
- Montage : Rie Matsuhara et Takeshi Seyama
- Production : Shuhei Arai, Shin'ichirō Ozawa et Takashi Tachizaki
- Société de production : Ajiadō
- Société de distribution : Eurozoom (France)
- Pays :  Japon
- Genre : Animation, action, Comédie dramatique et thriller
- Durée : 88 minutes
- Dates de sortie : 
  - Japon : 13 décembre 2019[3]
  - France : 6 octobre 2021[4]

## Doublage
- Takumi Kitamura : Mamoru Suzuhara
- Kyōko Yoshine : Aya Chiyono
- Rie Miyazawa : Hitomi Nakayama
- Megumi Han : Kaori Yamasaki
- Tatsuhisa Suzuki : Souma Ogata
- Takeo Ōtsuka : Hiroto Honjō
- Haruka Michii : Saki Akutsu

## Doublage français
- Mathieu Dupire : Mamoru
- Clara Quilichini : Aya
- Alice Orsat : Kaori
- Audrey Di Nardo : Saki
- Sullivan Da Silva : Hiroto
- Alexis Flamant : Soma
- Lisa Rose Argent : Marret
- Olivier Piechazyck : M. Yamasaki
- Jean-Michel Vovk : M. Chiyono
- Brice Montagne : Honda
- Félix Lobo : M. Maeda
- Fabrice Colombéro : Agent immigration
- Didier Benini : Assistant député
- Fanny Blanchard : Tamasudare

Version française : Soundtastic
Direction artistique : Alexandre Gibert
Adaptation : Vanessa Leiritz
Mixage : Aaron Baustert

## Accueil
Pour Stéphane Jarno de Télérama, c'est « une adaptation réussie d’un classique de la littérature jeunesse japonaise ». Mathieu Macheret pour Le Monde trouve les thèmes du film trop multiples.